# Sulzberg (Vorarlberg)
Sulzberg ist eine Gemeinde im Bezirk Bregenz, in der Region Vorderer Bregenzerwald, in Vorarlberg, in Österreich und hat 1882 Einwohner (Stand 1. Jänner 2024).

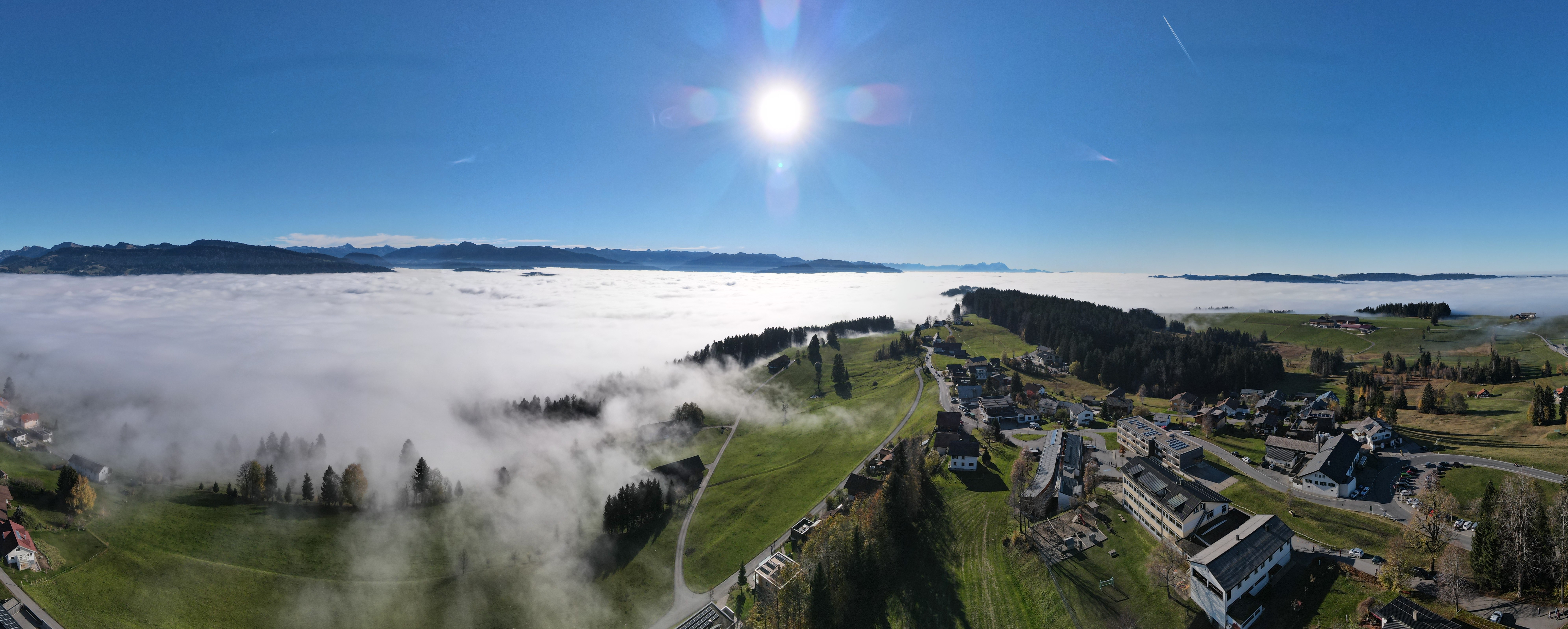
Sulzberg von oben mit Blick nach West

## Geografie
Die Gemeinde Sulzberg befindet sich auf dem Rücken des 1041 m hohen gleichnamigen Berges, im äußersten Norden des Bregenzerwaldes (Bregenzerwald in Skizze rot eingezeichnet). Der höchste Punkt des Sulzberges liegt knapp außerhalb des Gemeindegebiets.
Zur Gemeinde Sulzberg gehört der weiter im Norden befindliche Ort Thal. Er befindet sich, wie der Name bereits andeutet, in einem Tal und grenzt ebenfalls an das bayerische Westallgäu.
Sulzberg ist Mitglied des deutsch-österreichischen Gemeinschaftsprojekts Naturpark Nagelfluhkette.

### Gemeindegliederung
Das Gemeindegebiet umfasst folgende zwei Ortschaften (in Klammern Einwohnerzahl Stand 1. Jänner 2024):
- Sulzberg (1487)
- Thal (395)

Die Gemeinde besteht aus der Katastralgemeinde Sulzberg.

### Nachbargemeinden
Sulzberg grenzt an die bayerischen Gemeinden Oberreute, Scheidegg (beide Landkreis Lindau (Bodensee)) und Oberstaufen (Landkreis Oberallgäu) sowie an die Vorarlberger Gemeinden Doren, Krumbach, Langen bei Bregenz und Riefensberg (alle Bezirk Bregenz).
| Scheidegg          | Oberreute       | Oberstaufen |
| Langen bei Bregenz |                 |             |
|                    | Krumbach, Doren | Riefensberg |

### Aussicht
Von Sulzberg aus kann man an einem klaren Tag zum Süden hin den ganzen Bregenzerwald überblicken, im Hintergrund sind dabei die höheren Berge im Süden des Bundeslands Vorarlberg zu sehen. Beim Blick in den Norden sieht weit über das benachbarte Allgäu und Oberschwaben.

### Wetterstation
Die ZAMG betreibt im Ort auf 1014 m Höhe eine Wetterstation, deren Werte permanent im Internet ablesbar sind. Aufgrund der Kuppenlage des Ortes werden dort immer wieder große Windgeschwindigkeiten gemessen, so am 4. und 10. Februar 2020 während des Durchgangs zweier Kaltfronten orkanartige Böen von etwa 115 km/h.

## Geschichte

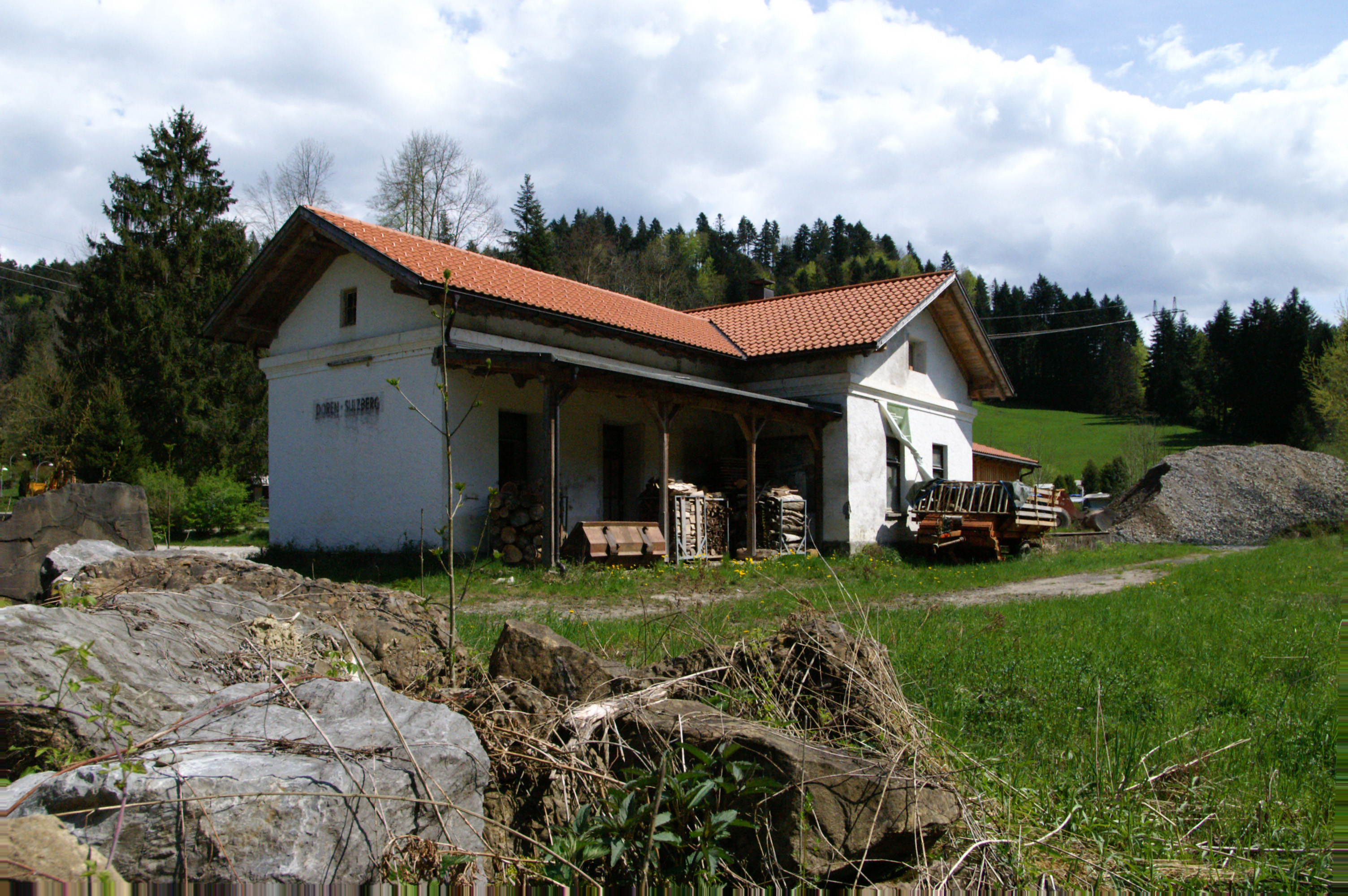
Ehemaliger Bahnhof Doren-Sulzberg, 2008

Der Ortsname „Sulzeberg“ wurde 1249 erstmals urkundlich genannt. Um 1400 wurden „Smaltzhuben uff dem Sultzberg“ erwähnt, die an den Grafen von Bregenz Schmalz und Käse zu liefern hatten. Im Spätmittelalter wurde Sulzberg selbständige Pfarrei sowie Gerichtsort für das Gebiet Sulzberg-Doren, Riefensberg und Oberlangenegg.
Mit einer 1772 durchgeführten Vereinödungsaktion wurden geschlossene Hofgüter geschaffen und damit die bäuerlichen Besitz- und Bewirtschaftungsverhältnisse wesentlich verbessert. Neben dieser ausgeweiteten Streubesiedlung entwickelte sich auf der Anhöhe des Bergrückens der für Sulzberg charakteristische, vorwiegend aus Gasthöfen gebildete Ortskern.
In der Biedermeierzeit bestand kurzzeitig ein Badhaus und wurde eine Schwefelquelle genutzt. Die Heilquelle soll vor allem bei Gicht geholfen haben.
Die Habsburger regierten die Orte in Vorarlberg wechselnd von Tirol und Vorderösterreich (Freiburg im Breisgau) aus. Von 1805 bis 1814 gehörte der Ort zu Bayern, dann wieder zu Österreich. Die Gemeindegrenze gegenüber den allgäuer Nachbarorten ist seit 1814 Staatsgrenze. Die Ortschaft Thal gehörte pfarrlich von 1785 bis 1820 zu Scheffau, von 1820 bis 1881 zu Sulzberg und ist seither eigene Pfarrei. Zum österreichischen Bundesland Vorarlberg gehört Sulzberg seit dessen Gründung 1861. Von 1902 bis 1983 hatte Sulzberg einen Bahnhof an der Bregenzerwaldbahn, von 1945 bis 1955 war der Ort Teil der französischen Besatzungszone in Österreich.

### Bevölkerungsentwicklung
Starkes Bevölkerungswachstum im 18. und 19. Jahrhundert machte die Gemeinde mit dem bis 1847 zu Sulzberg gehörenden Gebiet von Doren früher zur bevölkerungsstärksten Gemeinde des Bregenzerwaldes (1754: 1.200 Einwohner, 1837: 2.539 Einwohner).
Seit Beginn dieses Jahrhunderts und besonders ab 1950 erklärt sich die Bevölkerungsentwicklung durch fortschreitende Verbesserung der Straßenverbindungen in alle Richtungen und durch die Anlage von Güterwegen. Grund für die Zunahme der Einwohnerzahl seit 1981 ist eine stark positive Geburtenbilanz, die Wanderungsbilanz dagegen pendelt um den Nullpunkt.

## Kultur und Sehenswürdigkeiten

### Bauwerke

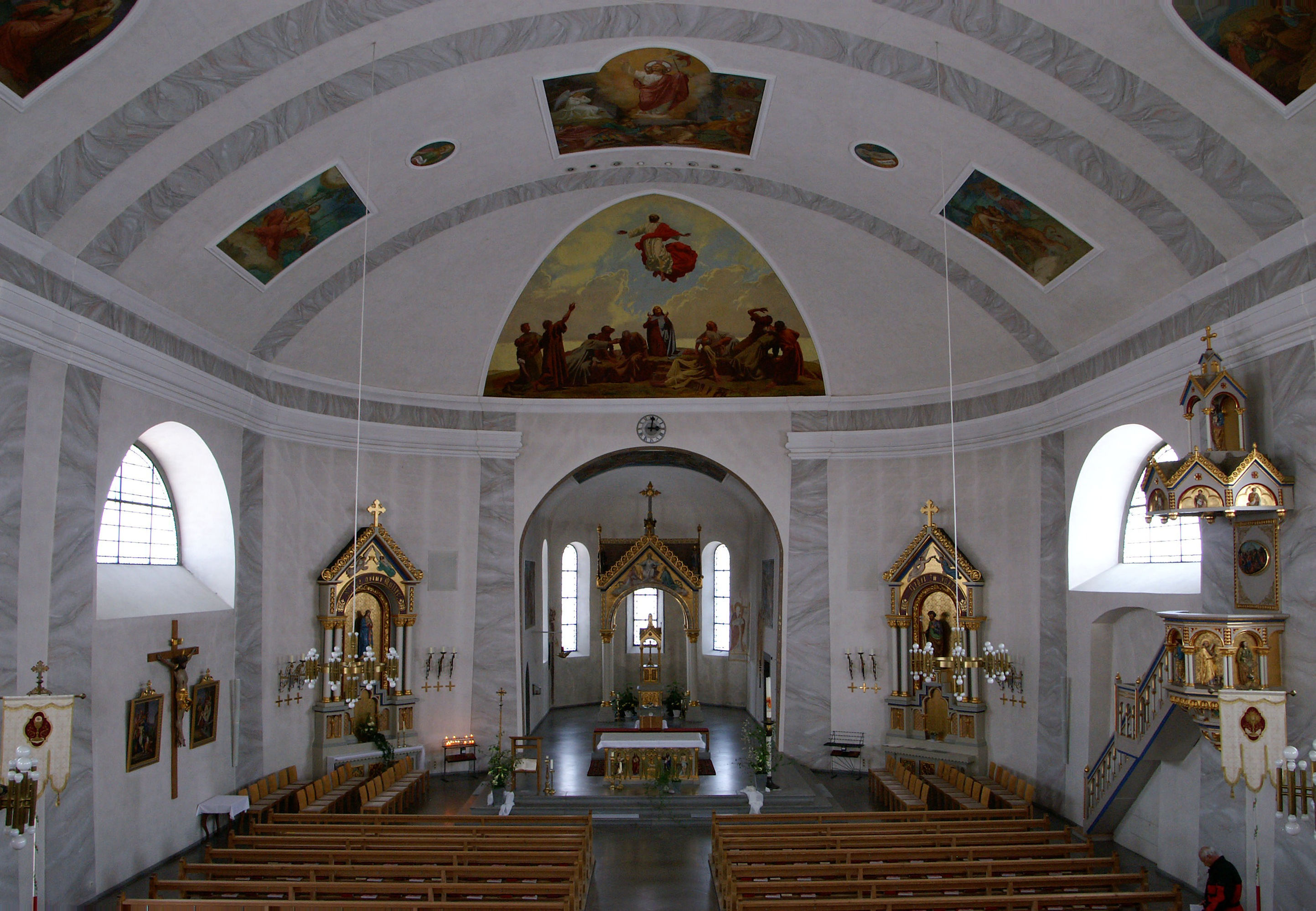
Heiliger Laurentius – Pfarrkirche

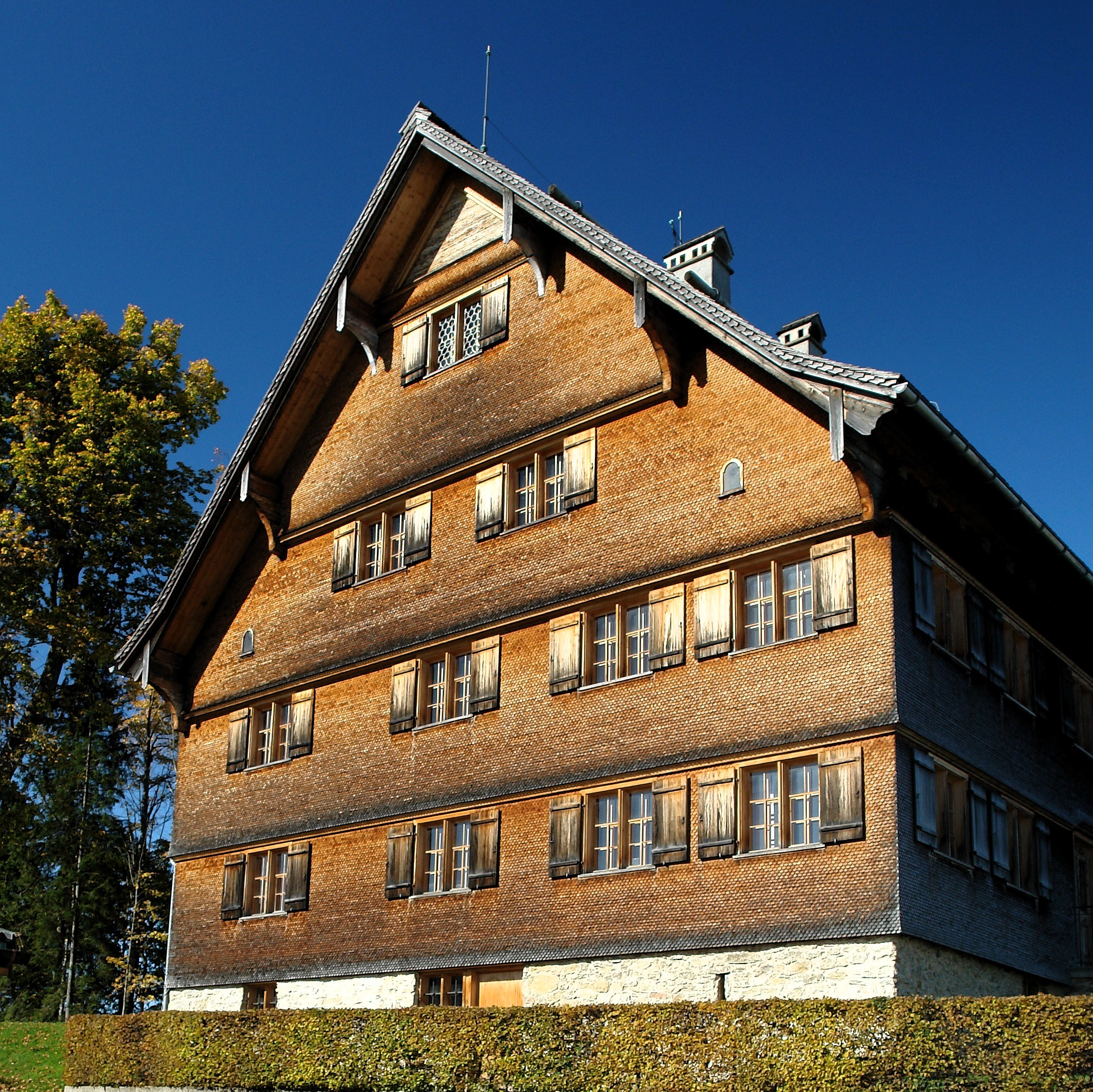
Altes Pfarrhaus in Sulzberg, daneben die Marienlinde

- Die Pfarrkirche hl. Laurentius wurde von 1828 bis 1829 nach den Plänen von Alois Negrelli von Moldelbe mit Verwendung älterer Bauteile im staatlichen Empirestil erweitert. In den Jahren 1988 bis 1991 wurde die Kirche mit dem Dekan Herbert Hehle renoviert.
- Kapelle St. Leonhard: Von den insgesamt 13 Kapellen Sulzbergs ist die kunsthistorisch bemerkenswerte Kapelle St. Leonhard aus dem Jahre 1497 hervorzuheben. Sie steht unweit der heutigen Sulzberger Pfarrkirche an der Straße nach Doren. Das Kirchlein gehörte ursprünglich zum Kloster Kempten (Allgäu). Während des Dreißigjährigen Krieges nutzten die Schweden 1647 die Kapelle als Pferdestall. Die einzigartigen Fresken der Kapelle sowie die Altäre und Holzdecken aus der frühbarocken Zeit sind erhalten geblieben. Die Kapelle war lange Zeit ein beliebter Wallfahrtsort. Von 1980 bis 2006 war die Kapelle unbenutzbar. Seit November 2006 strahlt die Kapelle St. Leonhard in neuem Glanz.
- Pfarrkirche Sulzberg-Thal

### Naturdenkmäler
- Marienlinde: Ein Naturdenkmal von Sulzberg ist die über 400 Jahre alte Marienlinde. Sie beherbergt in ihrem Stamm eine Marienstatue, mit der Aufschrift: „Maria vom Sieg, beende den Krieg und schütze uns mit deinem Kinde aus der Marienlinde.“

### Regelmäßige Veranstaltungen
- Fronleichnam: Tag der Traditionsschützen
- 25. November: Kathrine (Patrozinium)

### Sport
Der örtliche Fußballclub FC Sulzberg spielt in der zweithöchsten Liga des Landes, der Landesliga. Erfolgreich sind die Langläufer, besonders der Nachwuchs. 2003 wurden in Sulzberg die Österreichischen Langlauf-Meisterschaften für Schüler und Jugend ausgetragen, 2004 die Österreichischen Langlauf-Meisterschaften in der allgemeinen Klasse.

## Wirtschaft und Infrastruktur
Am Ort gab es im Jahr 2003 31 Betriebe der gewerblichen Wirtschaft mit 178 Beschäftigten und 18 Lehrlingen. Lohnsteuerpflichtige Erwerbstätige gab es 616. Tourismus und Fremdenverkehr sind wichtig. Im Tourismusjahr 2001/2002 gab es insgesamt 37.114 Übernachtungen. Landwirtschaft spielt eine wichtige Rolle. Der Anteil der landwirtschaftlichen Flächen an der Gesamtfläche liegt bei 61,8 %.

### Öffentliche Einrichtungen und Vereine
- Bibliothek, Lesestube
- Bürgerschützen Sulzberg
- Fußballclub Sulzberg
- Freiwillige Feuerwehr Sulzberg
- Bürgermusikverein Sulzberg
- Theaterverein Sulzberg
- Schiverein Sulzberg
- Tennisclub Sulzberg
- Ruderverein Sulzberg

### Bildung
Am Ort gibt es eine Volksschule, die (Stand Januar 2007) 81 Schüler besuchen. Die Sulzberger müssen die Hauptschule im benachbarten Doren besuchen. In Sulzberg gibt es zudem zwei Kindergärten und eine Spielgruppe für Kleinkinder.

## Politik

### Gemeindevertretung
In Vorarlberg wählen die Bürger alle fünf Jahre die Mitglieder der Gemeindevertretung durch Ankreuzen eines Listen-Wahlvorschlages bzw. durch Mehrheitswahl wenn kein Listenvorschlag vorliegt. Weiters den Bürgermeister durch Ankreuzen eines Wahlvorschlages.
Die Gemeindevertretung wählt in der konstituierenden Sitzung aus ihrer Mitte – sofern keine Wahl durch die Bürger zustande kam – gemäß § 61 Gemeindegesetz einen Bürgermeister und dann einen mindestens dreiköpfigen Gemeindevorstand. Die Zahl dieser „Gemeinderäte“ darf aber gemäß § 55 den vierten Teil der Zahl der Gemeindevertreter nicht übersteigen.
Der Bürgermeister führt den Vorsitz bei den generell öffentlichen Sitzungen der Gemeindevertretung, in denen kommunale Belange besprochen und Beschlüsse gefasst werden. Beobachter haben kein Mitspracherecht und kein Stimmrecht. Die Gemeindevertretung kann nach Bedarf Ausschüsse bestellen. Sitzungen des Gemeindevorstandes und der Ausschüsse sind nicht öffentlich.

#### Sitzverteilung nach den Wahlen
- Gemeindevertretungswahlen 1985: Bürgerliste 18.[9]
- Gemeindevertretungswahlen 1990: Bürgerliste 18.[10]
- Gemeindevertretungswahlen 1995: Bürgerliste Sulzberg 18.[11]
- Gemeindevertretungswahlen 2000: ÖVP-Bürgerliste Sulzberg 13, Thaler Liste 4, Die Freiheitlichen 1.[12]
- Gemeindevertretungswahlen 2005: ÖVP-Bürgerliste Sulzberg 14, Thaler Liste 4.[13]
- Gemeindevertretungswahlen 2010: ÖVP-Bürgerliste Sulzberg 10, Zukunft Sulzberg 5, Thaler Liste 3.[14]
- Gemeindevertretungswahlen 2015: Bürgerliste Sulzberg 11, Zukunft Sulzberg 4, Thaler Liste 3.[15]
- Gemeindevertretungswahlen 2020: Liste Sulzberg 14, Thaler Liste 4.[16]
- Gemeindevertretungswahlen 2025: Liste Sulzberg 12, Thaler Liste 3, Sulzberg JETZT 3.[17]

### Bürgermeister
- 1945–1955 Gebhard Giselbrecht[18]
- 1955–1965 Anton Giselbrecht[18]
- 1965–1994 Josef Blank[18]
- 1994–2020 Helmut Blank (ÖVP)[18][19]
- 2020–2023 Lukas Schrattenthaler (Grüne)[20][21]
- seit 19. Dezember 2023 Johannes Feurle (Liste Sulzberg)[22][23]

### Wappen
Das Wappen der Gemeinde Sulzberg zeigt in einem silbernen Schilde einen schwarzen, vorwärts gewendeten Ochsenkopf über einem grünen Dreiberg. Die Verleihung des Wappens durch die Vorarlberger Landesregierung erfolgte am 1. Februar 1929. Vermutlich ist das von Kirchenarchivar Andreas Ulmer entworfene Wappen auf den landwirtschaftlichen Ausbau des Sulzberges zurückzuführen.

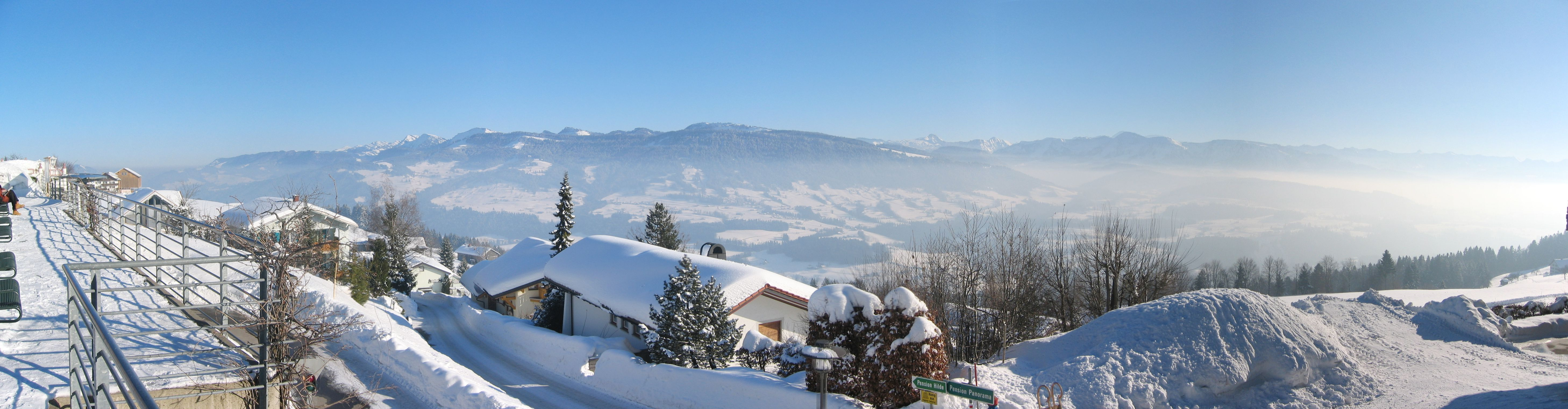
Blick Richtung Süden von Sulzberg aus

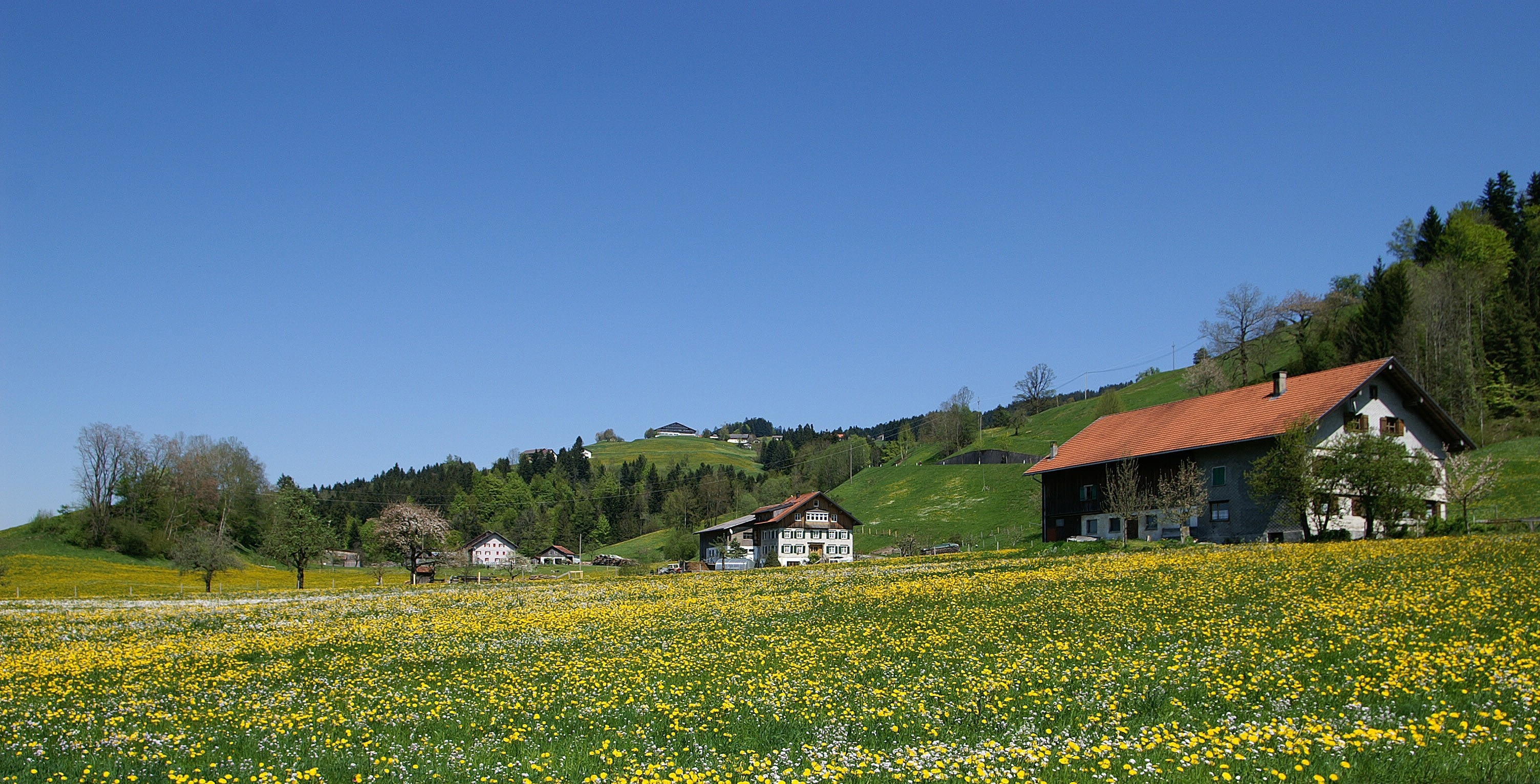
Blick auf den Schönenbühl

## Persönlichkeiten

### Söhne und Töchter der Gemeinde
- Johann Conrad Blank (* 1757 in Sulzberg (Vorarlberg); † 1827 in Wien); österreichischer Abbé, k.k. Rat und Mathematiker
- Pius Fink (* 1832 in Sulzberg (Vorarlberg); † 1874 in Wien), Ingenieur, Lokomotivkonstrukteur
- Konrad Blank (* 1931), österreichischer Politiker (ÖVP), ehemaliger Landesrat und Landtagsabgeordneter

### Personen mit Beziehung zur Gemeinde
- Josef Bechter (1859–1945), Politiker (CSP) und Landwirt
- Alois Negrelli, Ritter von Moldelbe (* 1799 in Fiera di Primiero; † 1858 in Wien) ein österreichischer Ingenieur und Pionier des Verkehrsbaus, der in der Planungsphase für den Bau des Suezkanals eine entscheidende Rolle spielte, war auch Architekt für den Neubau der Pfarrkirche von Sulzberg (1828–1829) im Empirestil.